# دی کلرومتان دهالوژناز
آنزیم دی کلرومتان دهالوژناز Dichloromethane dehalogenase نوعی لیاز است که مسئول ساخت  فرمالدهید است.
لیاز Lyase  به آنزیمی اطلاق میشود که شکستن پیوندهای شیمیایی مختلف را از راه‌هایی جز آبکافت و اکسیداسیون کاتالیز می‌کند و اغلب باعث ایجاد یک پیوند دوگانه جدید یا یک ساختمان حلقوی می‌شود
فرمالدهید که نام علمی آن متانال است، گازی با بوی تند و زننده‌است و کوچک‌ترین آلدهید به شمار می‌آید.